# Czapcew
Czapcew (ros. Чапцев) – chutor w Rosji, w Kraju Stawropolskim, w rejonie nowoaleksandrowskim. W 2010 liczył 243 mieszkańców.